# Phyllis nobla
Phyllis nobla är en måreväxtart som beskrevs av Carl von Linné. Phyllis nobla ingår i släktet Phyllis och familjen måreväxter. Inga underarter finns listade i Catalogue of Life.